# Estación de Schänis
La estación de Schänis es una estación ferroviaria de la comuna suiza de Schänis, en el Cantón de San Galo. En la comuna existe otra estación de ferrocarril, Ziegelbrücke, donde para un mayor número de trenes.

## Historia y ubicación
La estación se encuentra ubicada en el borde oeste del núcleo urbano de Schänis. Fue inaugurada en 1859 con la apertura de la línea férrea que comunica a Ziegelbrücke con Rapperswil por parte del Vereinigte Schweizerbahnen (VSB). Cuenta con un único andén central, al que accede una vía pasante.
En términos ferroviarios, la estación se sitúa en la línea Rapperswil - Ziegelbrücke, conocida como la línea de la margen izquierda del Lago de Zúrich. Sus dependencias ferroviarias colaterales son la estación de Benken hacia Rapperswil y la estación de Ziegelbrücke donde se inicia la línea.

## Servicios ferroviarios
Los servicios ferroviarios de esta estación están prestados por SBB-CFF-FFS:
- R Rapperswil - Ziegelbrücke - Glaris - Schwanden - Linthal. Existen frecuencias cada hora en cada dirección, desde las 6 de la mañana hasta la medianoche.[1]